# طلایی‌موش‌های آفریقای جنوبی
طلایی‌موش‌های آفریقای جنوبی (نام علمی: Amblysomus) نام یک سرده از تیره کورموشان طلایی است.

## گونه‌ها
- موش کور طلایی فینبوس (Amblysomus corriae)
- موش کور طلایی هاتنتوت (Amblysomus hottentotus)
- موش کور طلایی مارلی (Amblysomus marleyi)
- موش کور طلایی تنومند (Amblysomus robustus)
- موش کور طلایی های‌ولد (Amblysomus septentrionalis)